# St. Urban und Vitus (Neuhausen)

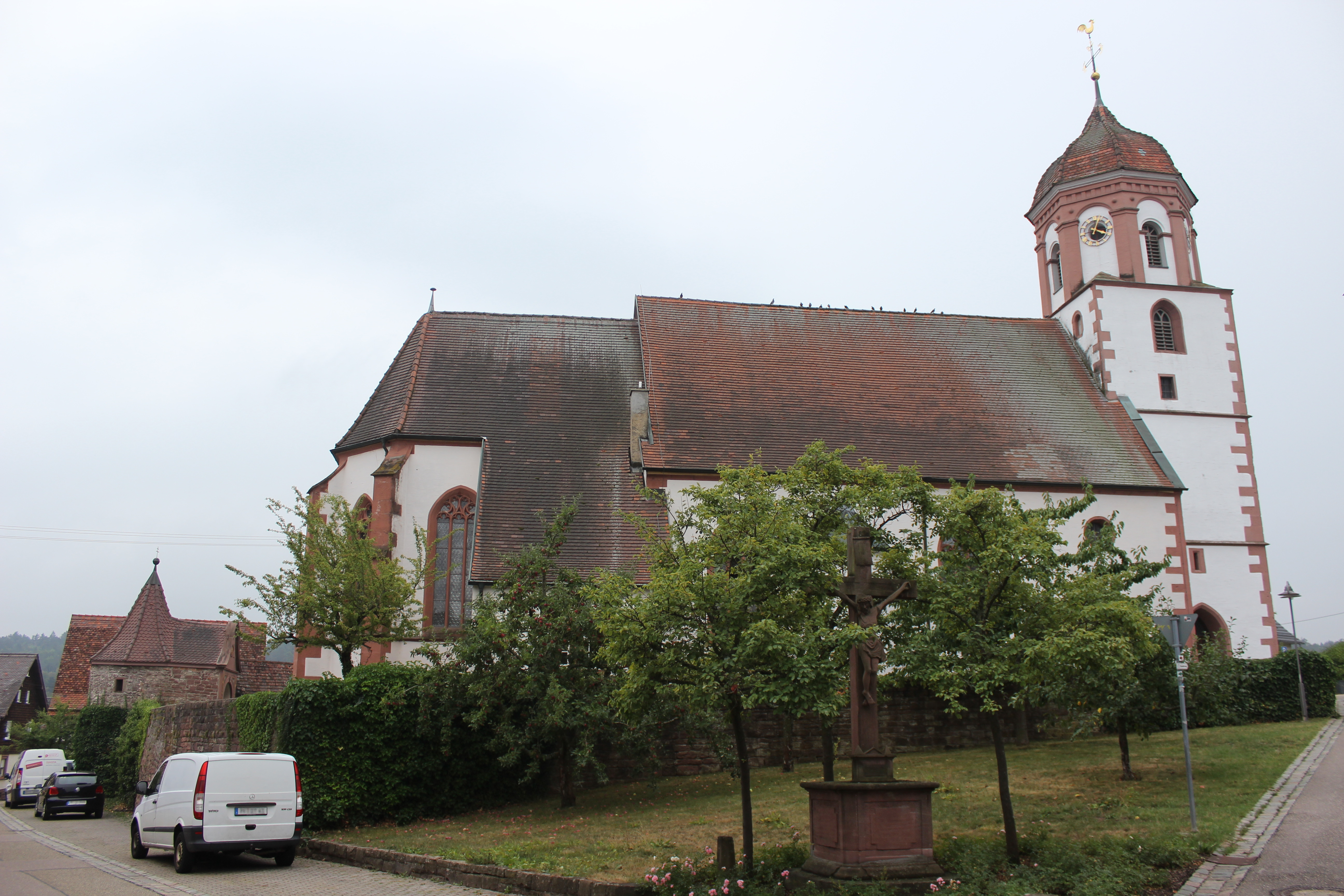
St. Urban und Vitus (Neuhausen), links die Reste einer mittelalterlichen Wehranlage

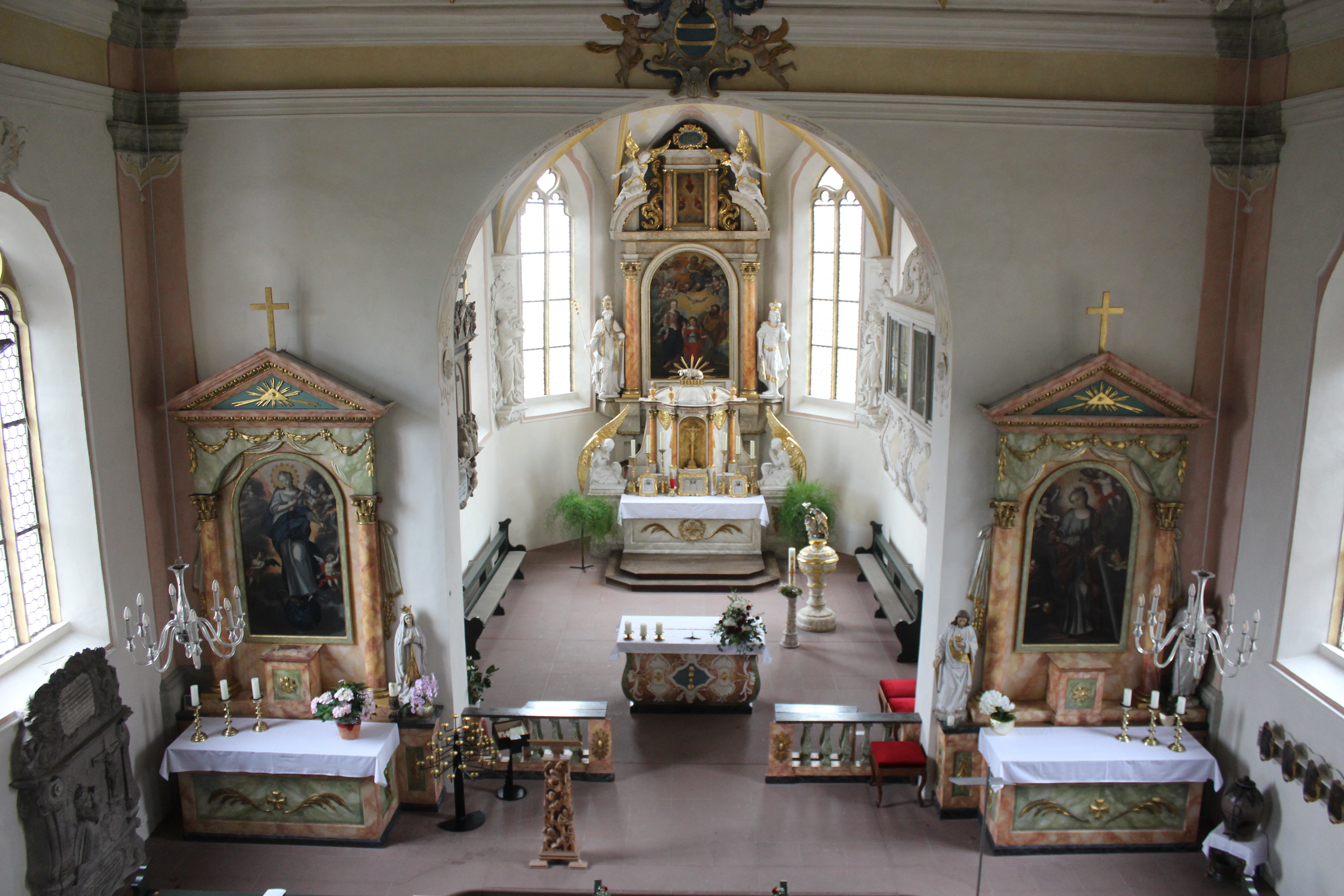
Innenansicht

Die römisch-katholische Pfarrkirche St. Urban und Vitus steht in Neuhausen, einer Gemeinde im Enzkreis in Baden-Württemberg. Das Bauwerk ist beim Landesamt für Denkmalpflege Baden-Württemberg als Baudenkmal eingetragen. Die Kirchengemeinde gehört zum Dekanat Pforzheim des Erzbistums Freiburg.

## Beschreibung
Die spätgotische Saalkirche auf einem künstlich aufgeschütteten Plateau besteht aus einem Langhaus, einem eingezogenen, dreiseitig geschlossenen, von Strebepfeilern gestützten Chor im Osten und einem Fassadenturm im Westen. Der Turm ist mit einer Glockenhaube bedeckt. Die Sakristei befindet sich unter dem Schleppdach an der Nordseite des Chors. Der Innenraum des Chors ist mit einem Sterngewölbe überspannt. Zur Kirchenausstattung gehören der Hochaltar und die Kanzel aus dem 18. Jahrhundert.

## Geschichte

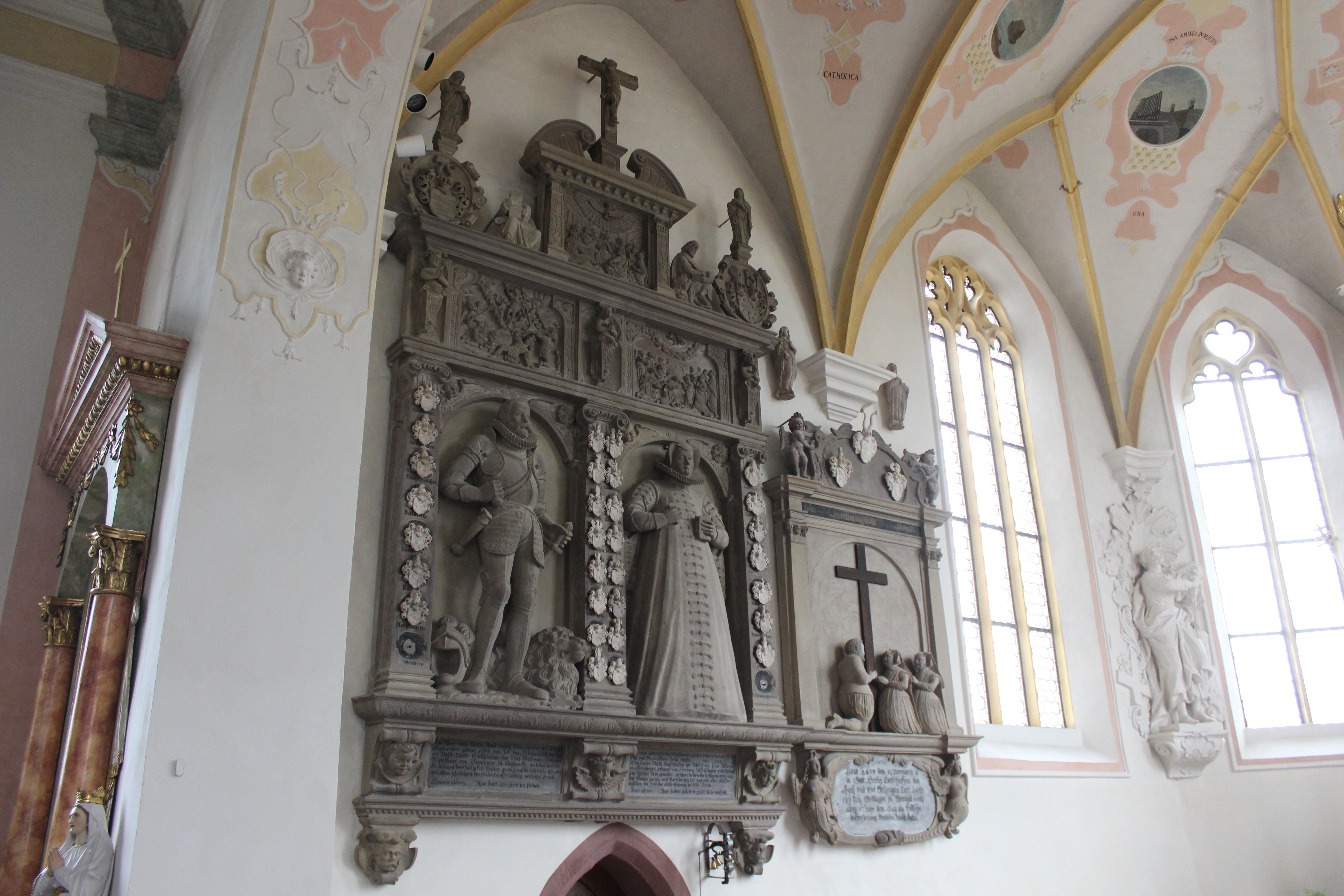
Grabmale des Hans Pleikard von Gemmingen mit Maria von Freiberg sowie des Karl Dietrich von Gemmingen in St. Urban und Vitus

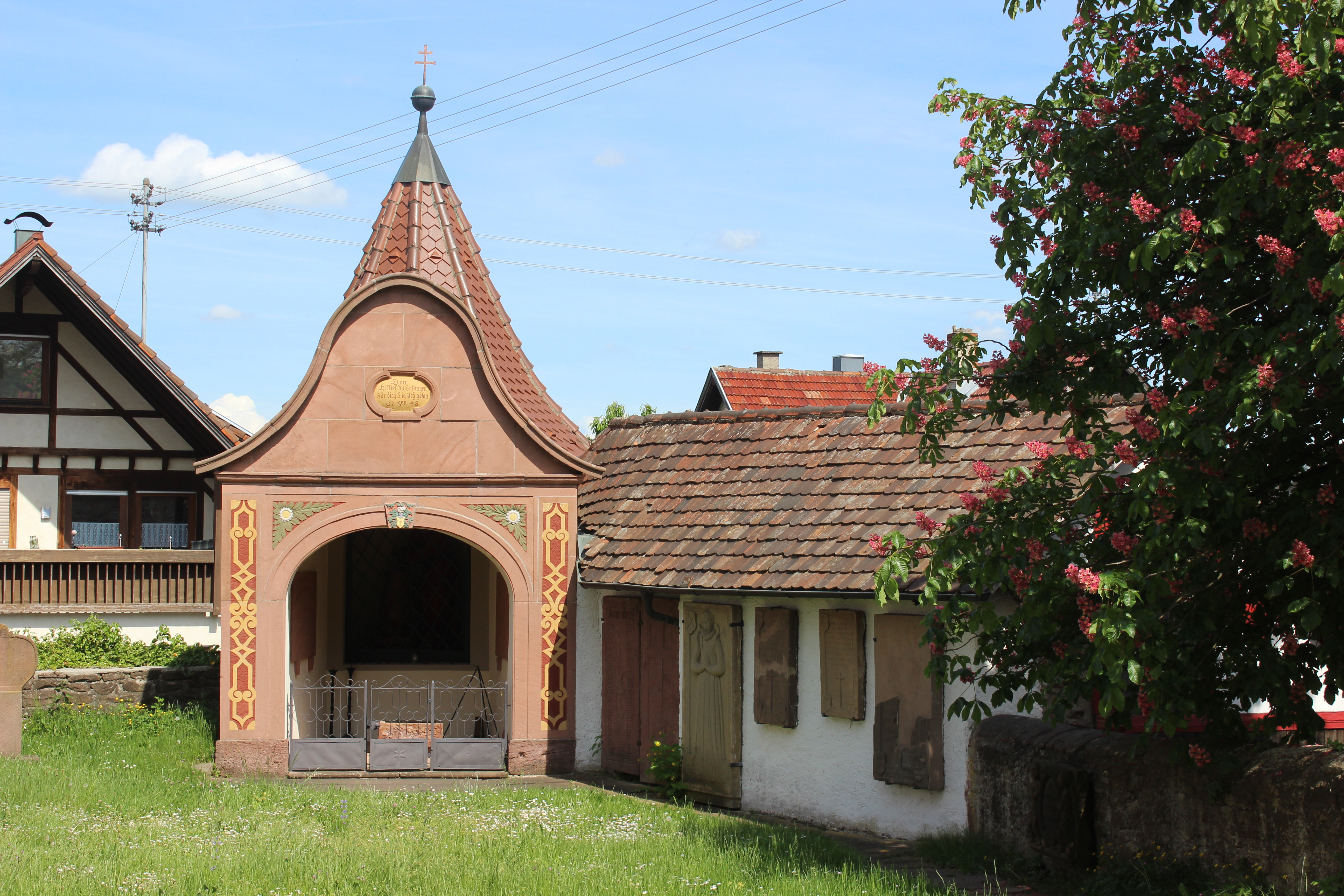
Die Kerker-Christi-Kapelle im ehemaligen Wehrturm

Der erste bekannte Bau war eine mittelalterliche Wehrkirche, von der noch der Rest eines Rundturms sowie Teile der Wehrmauer zeugen. 
1521 wurde wegen Baufälligkeit – eventuell aufgrund eines Brandes – ein Neubau veranlasst, der die Struktur der Kirche bis heute prägt. Die Inschrift am Südportal deutet auf einen Abschluss der Arbeiten 1523 hin. 
1596 wurde der Turm um ein achteckiges Geschoss aufgestockt, in welchem seither die Turmuhr und zwei Glockenstühle für insgesamt vier Kirchenglocken ihren Ort haben. Die Renaissance-Einflüsse auf Turmgeschoss und Glockenhaube werden mit der Verwandtschaft des Bauherrn Hans Pleikard von Gemmingen mit dem Augsburger Bischof Johann Otto von Gemmingen erklärt. 
1722 ließ Karl Dietrich von Gemmingen im Innenraum des Chors eine Familiengruft einrichten, außerdem 1740 eine Patronatsloge. In der Familiengruft befindet sich auch das Wandgrabmal Karl Dietrichs. 
Seit 1748 befindet sich in den Resten des Wehrturms eine Kerker-Christi-Kapelle. 
Die für Neuhausen folgenreiche Endphase des Zweiten Weltkriegs 1945 hinterließ an St. Urban und Vitus keine Schäden.

## Orgel

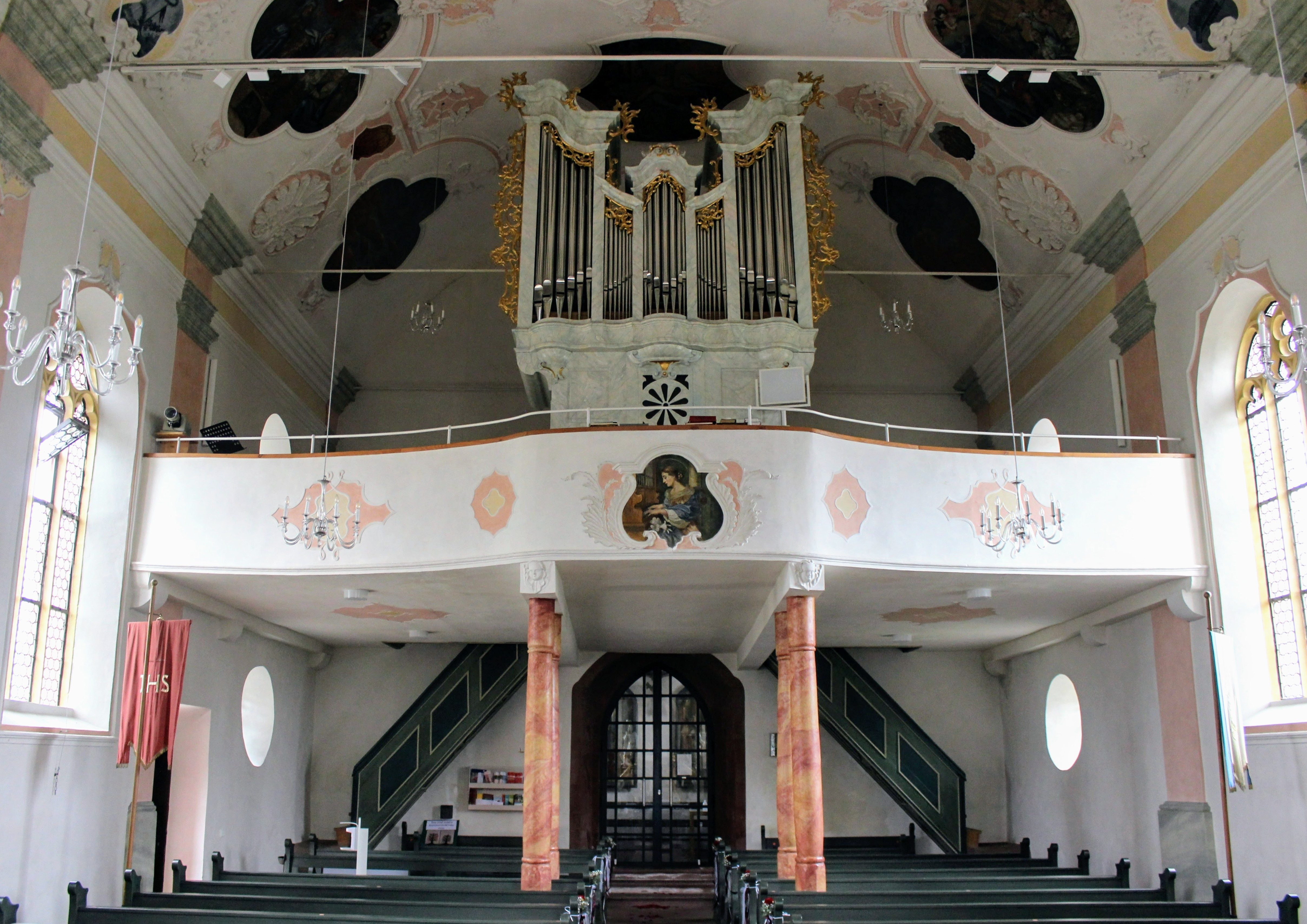
Blick zur Orgel

Die Orgel wurde 1779 von Joseph Martin für das Franziskanerkloster Oeffingen gebaut und 1810 nach Neuhausen umgesetzt. Nach Unspielbarkeit ab 1976 erfolgte 1987/88 eine Restaurierung und Erweiterung um ein zweites Manual und drei Pedalregister durch die Giengener Orgelmanufaktur Gebr. Link. Das Instrument verfügt seitdem über 21 Register.